# Pellegrinaggio Macerata-Loreto
Il pellegrinaggio Macerata-Loreto è un pellegrinaggio cristiano a piedi da Macerata a Loreto che nasce nel 1978, anno dell'elezione di papa Giovanni Paolo II.
È un giovane insegnante di religione di Macerata, don Giancarlo Vecerrica (oggi vescovo emerito di Fabriano-Matelica), a proporlo come gesto di ringraziamento alla Madonna al termine dell'anno scolastico. Nel 1978 parteciparono poco più di trecento persone, negli anni successivi si assiste ad un notevole aumento delle presenze. Nell'edizione del 2008 si sono superate le 80.000 presenze.
Circa metà dei pellegrini proviene dalle Marche, i restanti raggiungono Macerata da tutta Italia e, ormai, anche da varie parti d'Europa (Belgio, Spagna, Portogallo, ex-Jugoslavia, Albania, Svizzera, Germania, ecc.): associazioni e movimenti ecclesiali partecipano in modo fattivo, offrendo testimonianza di grande unità e comunione. Molti sono anche i volontari che contribuiscono all'organizzazione, articolata in vari servizi: d'ordine, tecnico, sanitario, di assistenza mobile, ecc.
Il pellegrinaggio inizia nella sera del sabato immediatamente seguente la fine delle lezioni scolastiche e per la diocesi di Macerata è tra le iniziative più importanti dell'anno.
Il percorso riprende un cammino mariano di antichissima tradizione, si prolunga per 28 km ed è guidato attraverso un sistema di comunicazione radio. Fino al 1992 il luogo di partenza era fissato all'interno dello Sferisterio; dall'anno successivo si scelse di partire dallo Stadio Helvia Recina del capoluogo.
Il cammino si articola in quattro parti:
1. recita dei Misteri della gioia e dei Misteri della luce; benedizione eucaristica;
2. recita dei Misteri del dolore; benedizione con la croce;
3. recita dei Misteri della gloria; fiaccolata; benedizione con l'acqua lustrale e rinnovo delle promesse battesimali; ristoro;
4. recita dell'Angelus; scambio della pace; arrivo a Loreto.

Dopo l'arrivo alla piazza della Basilica di Loreto, i pellegrini recitano l'atto di consacrazione alla Madonna e ricevono la benedizione con l'acqua lustrale.
L'annuncio del pellegrinaggio viene ogni anno dato in occasione dell'accensione del falò della Festa della Venuta, nella piazza principale di Macerata.
Il pellegrinaggio è promosso da Comunione e Liberazione in collaborazione con movimenti ecclesiali, parrocchie e gruppi. Il 19 giugno 1993 il pellegrinaggio ha avuto il grande dono della presenza di Giovanni Paolo II, che ha celebrato la Santa Messa prima del cammino notturno e in quella occasione ha consegnato la Croce ai giovani con un gesto solenne che ogni anno si ripete prima della conclusione della Santa Messa.